# 陶劳尼
陶劳尼，是匈牙利绍莫吉州所辖的一个村。总面积54.68平方公里，总人口1174，人口密度21.5人/平方公里（2011年1月1日）。